# يوشييوكي تاكيموتو
يوشييُوكي تاكيموتو (باليابانية: 竹元 義幸) (3 أكتوبر 1973 في كاناغاوا في اليابان – )؛ هو لاعب كرة قدم ياباني سابق كان يلعب كمهاجم.

## وصلات خارجية
- يوشييوكي تاكيموتو على موقع رابطة كرة القدم اليابانية للمحترفين (اليابانية)
- يوشييوكي تاكيموتو على موقع عالم كرة القدم.نت (الإنجليزية)